# Шадек (гмина)
Шадек (пол. Szadek) — гмина (волость) в Польше, входит как административная единица в Здуньсковольский повет, Лодзинское воеводство. Население — 7408 человек (на 2004 год).

## Сельские округа
1. Бочки (польск.)
2. Борки-Прусиновске
3. Хощево
4. Дзядковице
5. Гурна-Воля
6. Гуры-Прусиновске
7. Гжибув
8. Карчувек
9. Кобыля-Мейска
10. Котлины
11. Крокоцице
12. Лихава
13. Лобудзице
14. Пяски
15. Воля-Пшатовска
16. Прусиновице
17. Пшатув-Гурны
18. Редухув
19. Жепишев
20. Сикуцин
21. Кромолин-Стары
22. Шадковице
23. Тарнувка
24. Велька-Весь
25. Вилямув
26. Воля-Крокоцка
27. Воля-Лобудзка

## Прочие поселения
1. Александрув
2. Антонин
3. Бабинец
4. Бобовня
5. Бочки-Кобыльске
6. Бронды
7. Цесарска-Ласка
8. Хаментув
9. Чарны-Ляс
10. Дзевулин
11. Дзюпель
12. Фольварк
13. Грабовины
14. Хенрыкув
15. Ямно
16. Янув
17. Конты
18. Колёнья-Бочки
19. Колёнья-Карчувек
20. Колёнья-Крокоцице
21. Колёнья-Огродзим
22. Колёнья-Сикуцин
23. Колёнья-Тарнувка
24. Колёнья-Вилямув
25. Корнаты
26. Котлинки
27. Лодзя
28. Марцелин
29. Нагробля
30. Нове-Бочки
31. Новы-Кромолин
32. Огродзим
33. Осины
34. Осьродек
35. Парцеля
36. Пробоство
37. Пшатув-Дольны
38. Пшатувек
39. Пшибылув
40. Пустки
41. Рештувка
42. Жепишев-Колёнья-А
43. Жепишев-Колёнья-Б
44. Жешувка
45. Старе-Бочки
46. Староство-Шадек
47. Струга
48. Шадковице-Огродзим
49. Томашев
50. Унеевска-Шоса
51. Варденга

## Соседние гмины
1. Гмина Ласк
2. Гмина Варта
3. Гмина Водзерады
4. Гмина Задзим
5. Гмина Здуньска-Воля